# キャシディ・リクトマン
キャシディ・リクトマン（Cassidy Lichtman、1989年5月25日 - ）は、アメリカ合衆国の女子バレーボール選手。元アメリカ代表。

## 来歴
2011年、アメリカ代表に初選出される。同年のパンアメリカン競技大会に出場し、銅メダルを獲得した。
2013年から本格的に代表で活躍し、同年8月のFIVBワールドグランプリでは控えながらも、ファイナルの日本戦では途中出場で逆転勝利に貢献した。同年11月のグラチャンではリリーフサーバーなどでの出場が多かったものの要所で活躍し、銀メダルを獲得した。

## 球歴
- グラチャン - 2013年（2位）
- ワールドグランプリ - 2013年（6位）
- 北中米選手権 - 2013年（優勝）

## 所属クラブ
- スタンフォード大学（2007-2011年）
- BKSスタル・ビェルスコ＝ビャワ（2011-2012年）
- Volleyball Franches-Montagnes（2012-2013年）
- ロコモティフ・バクー（2013-2014年）
- Entente sportive Le Cannet-Rocheville（2014-2015年）
- Sichuan Volleyball（2015-2016年）
- アスリーツ・アンリミテッド（2020-2022年）